# Júlio Duarte Langa
Júlio Duarte Langa (27 de outubro de 1927) é um prelado moçambicano, cardeal-emérito (não eleitor) desde 2015 e bispo-emérito da Xai-Xai.

## Biografia
Frequentou a escola local antes de entrar no Seminário de Magude, e depois estudou no Seminário de Namaacha, na então Arquidiocese de Lourenço Marques (agora Maputo).
Foi ordenado padre em 9 de junho de 1957, na Catedral Metropolitana de Nossa Senhora da Conceição, em Lourenço Marques, tendo sido pastor assistente e, em seguida, pastor na Missão de Malaisse. Foi então nomeado consultor diocesano, membro do Conselho Presbiteral e Geral e finalmente vigário da diocese. Por causa de seu profundo conhecimento das línguas locais, supervisionou a tradução vernacular dos textos do Concílio Vaticano II.
Eleito bispo de João Belo em 31 de maio de 1976, sendo o nome da diocese mudado para Xai-Xai em 1 de outubro. Foi consagrado em 24 de outubro de 1976, por Alexandre José Maria dos Santos, O.F.M., arcebispo de Maputo, assistido por Francesco Colasuonno, arcebispo-titular de Tronto e por Januário Machaze Nhangumbe, bispo de Pemba. Resignou do governo pastoral da diocese em 24 de junho de 2004.
Em 4 de janeiro de 2015, o Papa Francisco anunciou a sua elevação a cardeal, no Consistório Ordinário Público de 2015..
A 14 de fevereiro de 2015 na Basílica de São Pedro, em Roma teve lugar o rito de imposição do barrete e da entrega do anel e da bula de criação cardinalícios pelo Papa Francisco, tendo sido investido com o título de São Gabriel de Nossa Senhora das Dores. É o segundo cardeal natural de Moçambique.